# Norrby, Haninge kommun
Norrby eller Opp-Norrby är en bebyggelse i tätorten Stockholm och en kommundel i norra Haninge kommun, belägen söder om sjön Drevviken. Norrby med omgivning står för närvarande (2021) under stor omvandling och kommunen planerar en omfattande utbyggnad av kommundelen.

## Allmänt
Norrby innefattar även området Norra Söderby och Norrby gärde. Norrby har en småskalig karaktär som bitvis präglas av ett mycket kuperat landskap, lummighet och gles bebyggelse. Rester av jordbruksverksamhet efter Östra Täckeråkers gård lever kvar i form av ängspartier. Området har närhet till Norrbyskogen och sjön Drevviken och har samtidigt ett centralt läge med närhet till Vendelsö, Vega, Tyresö och Haninge centrum. På Norrby gärde står Norrbystenen, en runsten från 1000-talet e.Kr.

## Nybyggnadsplaner
År 2010 antogs ett planprogram för Norrby där detaljplanearbete skulle delas in i tre etapper: södra, mitten och norra. Den senare är den största. Därefter har kommunstyrelsen fattat beslut om att ge planuppdrag för respektive etapp och detta planuppdrag innebär att detaljplan skall arbetas fram för respektive etapp-indelning. Planarbeten för tätare byggelse i Norrby pågår sedan 2017. Norrby gärde planeras för verksamheter som centrum, handel och kontor. Programmet föreslår vidare att möjliggöra idrottsändamål inom området. Ett första steg till förbättrade kommunikationer till och från riksväg 73 är den nya trafikplatsen Vega som invigdes 2018.

## Postort
Från den 7 mars 2011 blev Norrby en egen postort (tidigare Haninge) med postnumret 136 74.

## Bilder

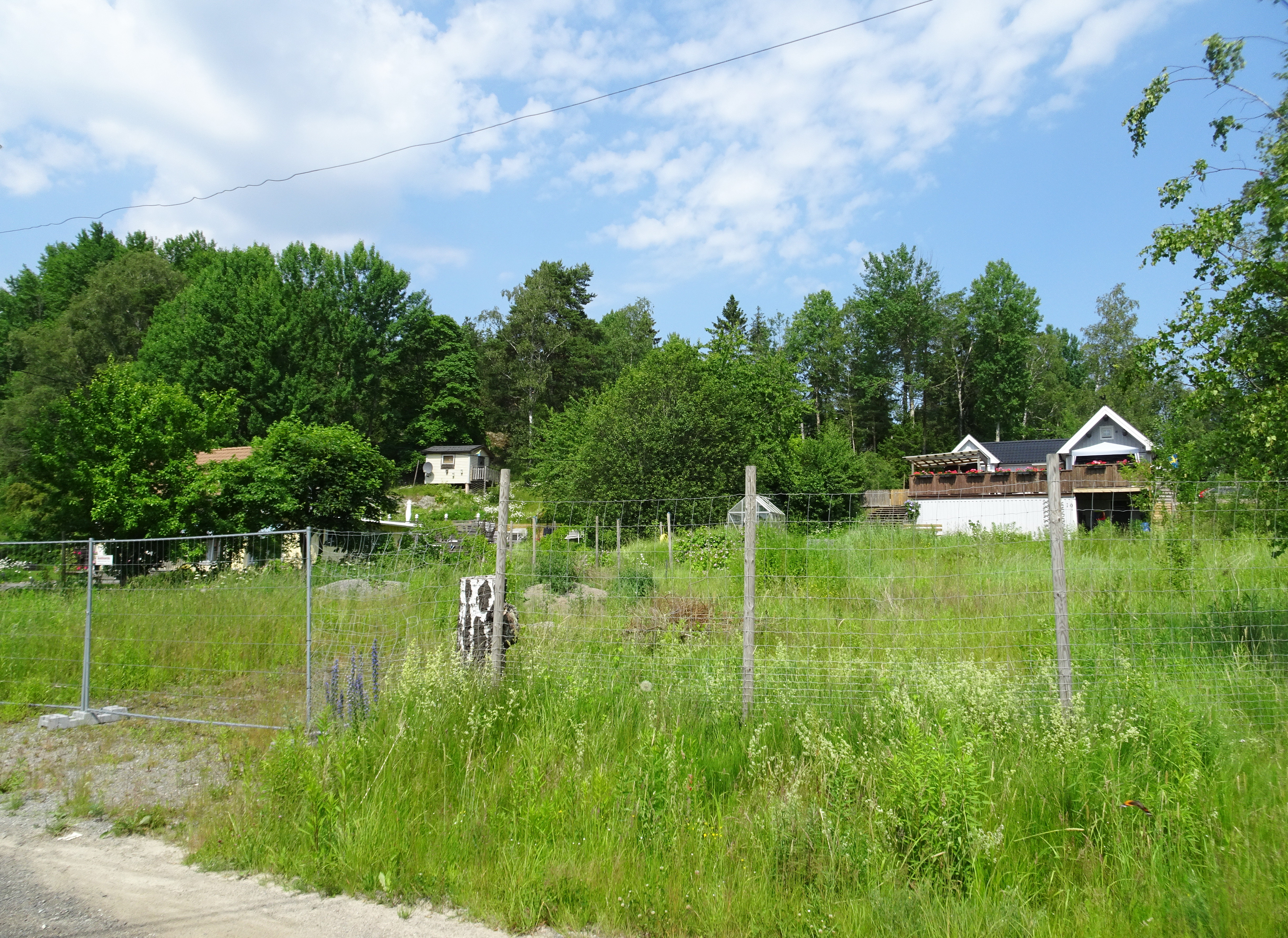
Småhusbeyggelse i Norrby.
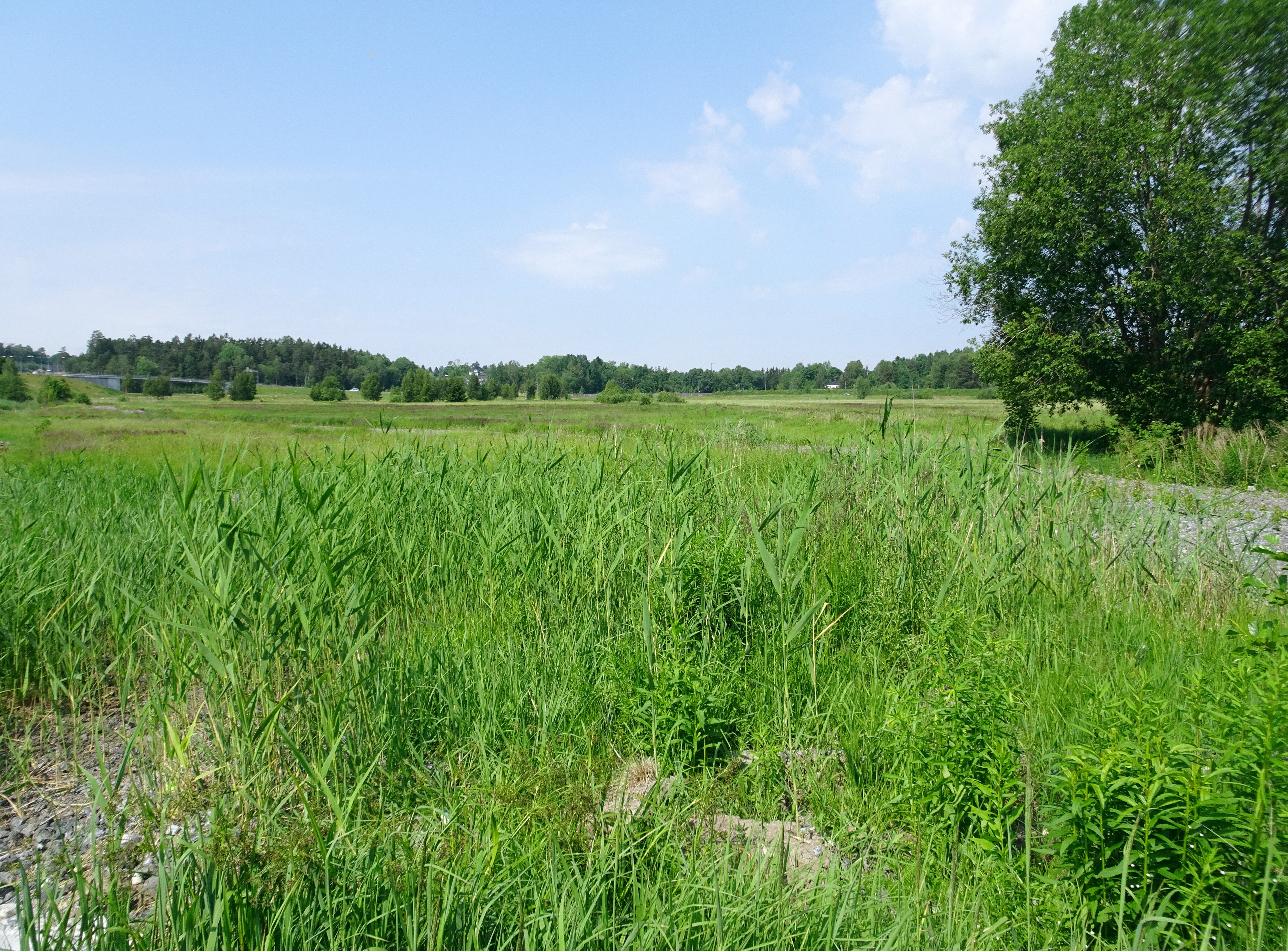
Norrby gärde.
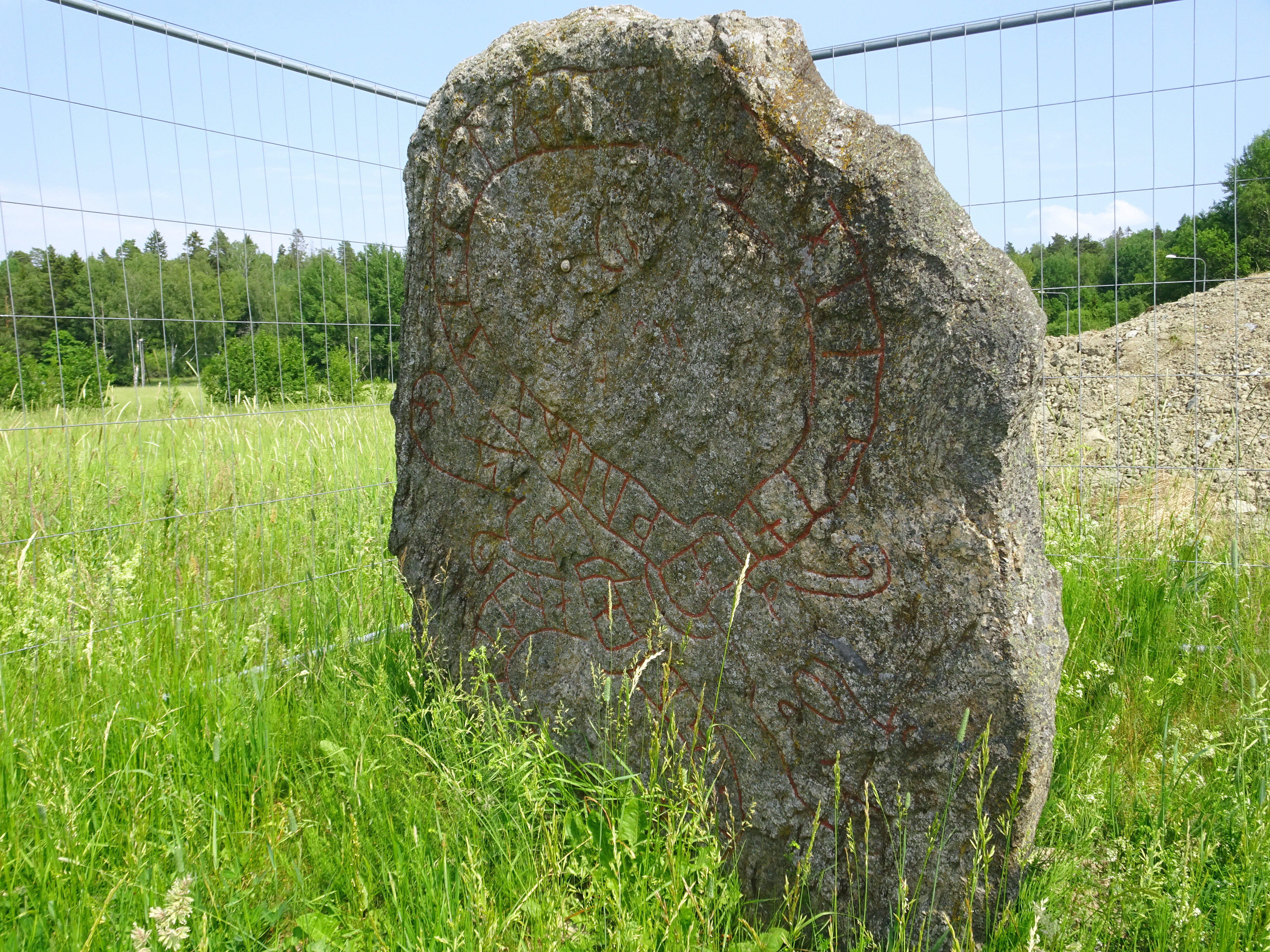
Norrbystenen på Norrby gärde.
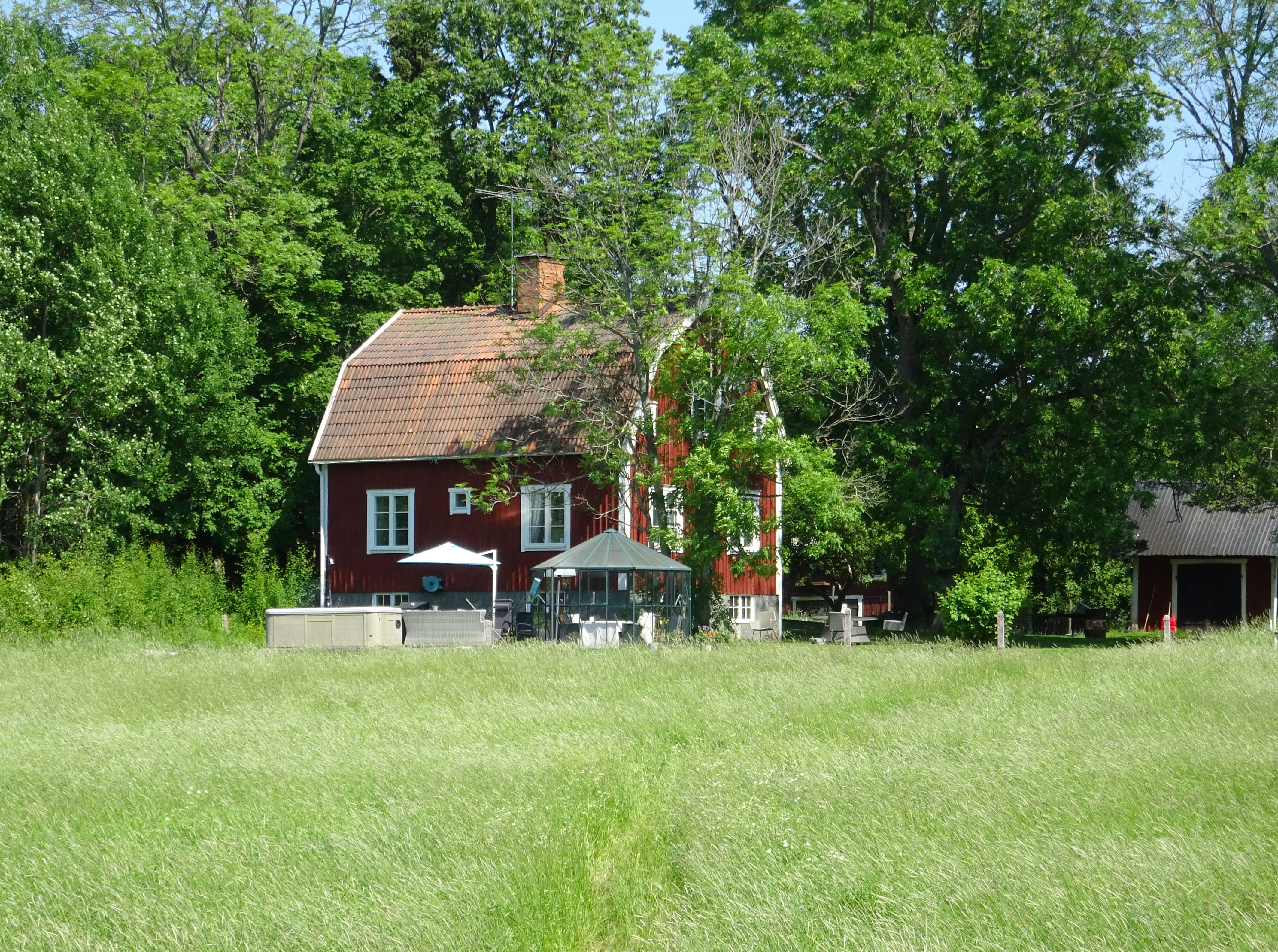
Östra Täckeråkers gård.